# Rieux, Marne

Rieux este o comună în departamentul Marne, Franța. În 2009 avea o populație de 169 de locuitori.